# Actia nigra
Actia nigra là một loài ruồi trong họ Tachinidae.